# Topkapipalatset

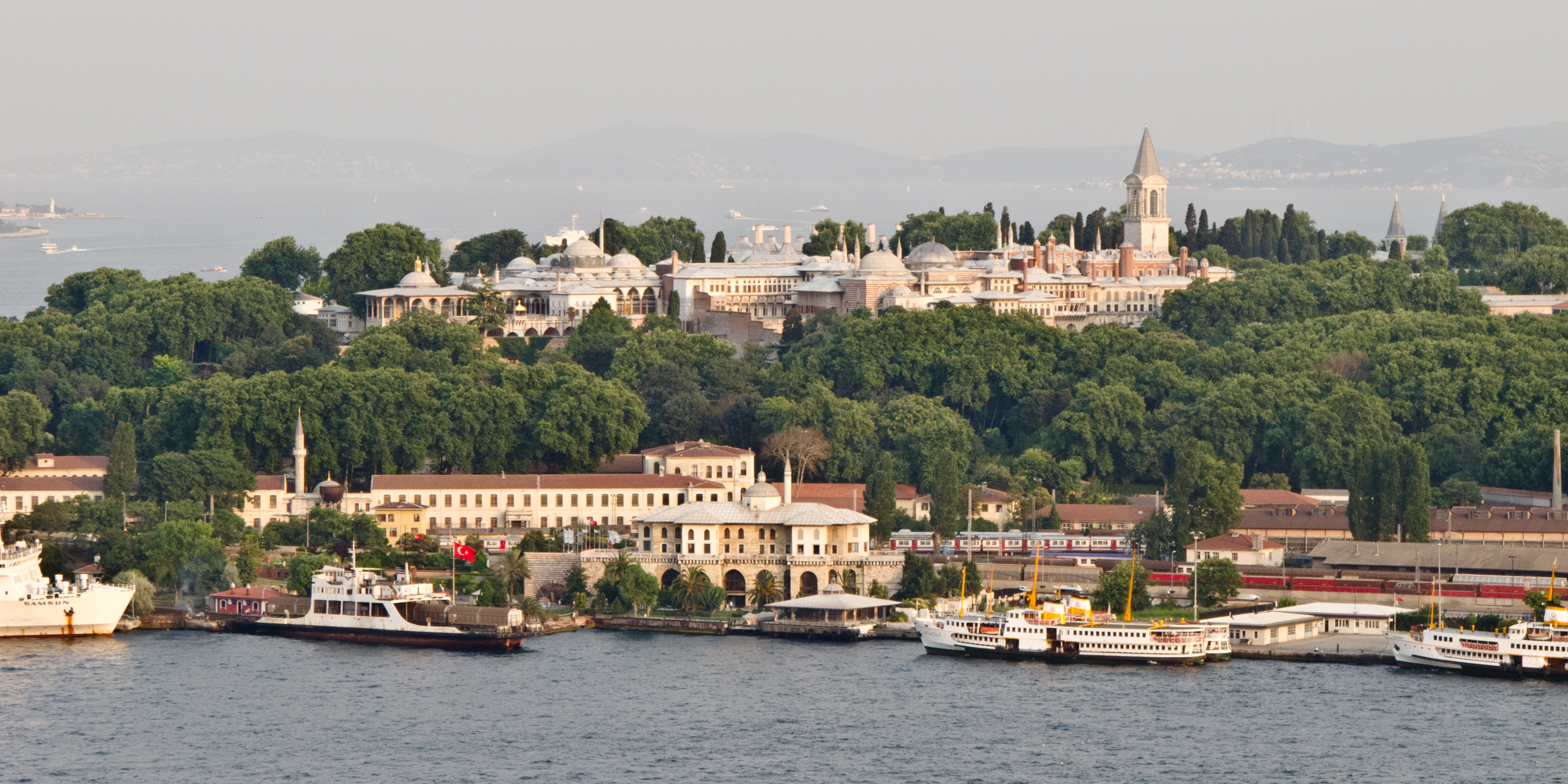
Topkapıpalatset.

Topkapıpalatset (turkiska: Topkapı Sarayı, ordagrant "kanonportspalatset") är ett palats i Istanbul i Turkiet. Det är beläget mitt i staden på Seraljudden mellan Gyllene hornet och Marmarasjön. Palatset var de osmanska sultanernas residens och deras rikes administrativa centrum från 1465 till 1853. 

## Historik
Byggnationen inleddes 1459 på order av sultan Mehmet II och den ursprungliga delen av palatset stod klart omkring 1465. Det ersatte då Eski Saray som sultanens bostad. Senare sultaner har sedan utökat palatset successivt, och vid slutet av 1500-talet hade det vuxit till sin nuvarande storlek. 
Palatset är ett omfattande komplex av byggnader med flera sammanlänkade gårdsplaner. Palatset fungerade som en stad i staden med upp till 4 000 personer och innehöll moské, bageri, sjukhus, myntverk, trädgårdar och ett stort harem. Dess sammanlagda areal var runt 700 000 m².
År 1853 övergavs det som dynastins residens till förmån för det modernare Dolmabahçepalatset. Topkapıpalatset förvandlades 1924 till ett museum på order av president Kemal Atatürk. Inne i relikrummet i palatset förvaras ett flertal reliker som sägs komma från profeten Muhammed. Bland dessa kan nämnas en kappa, ett svärd, delar av profetens skägg, en tand och ett avtryck från hans fot. Värt att besöka är även palatsets harem, som sedan början av 2000-talet genomgår en upprustning.

## Bilder

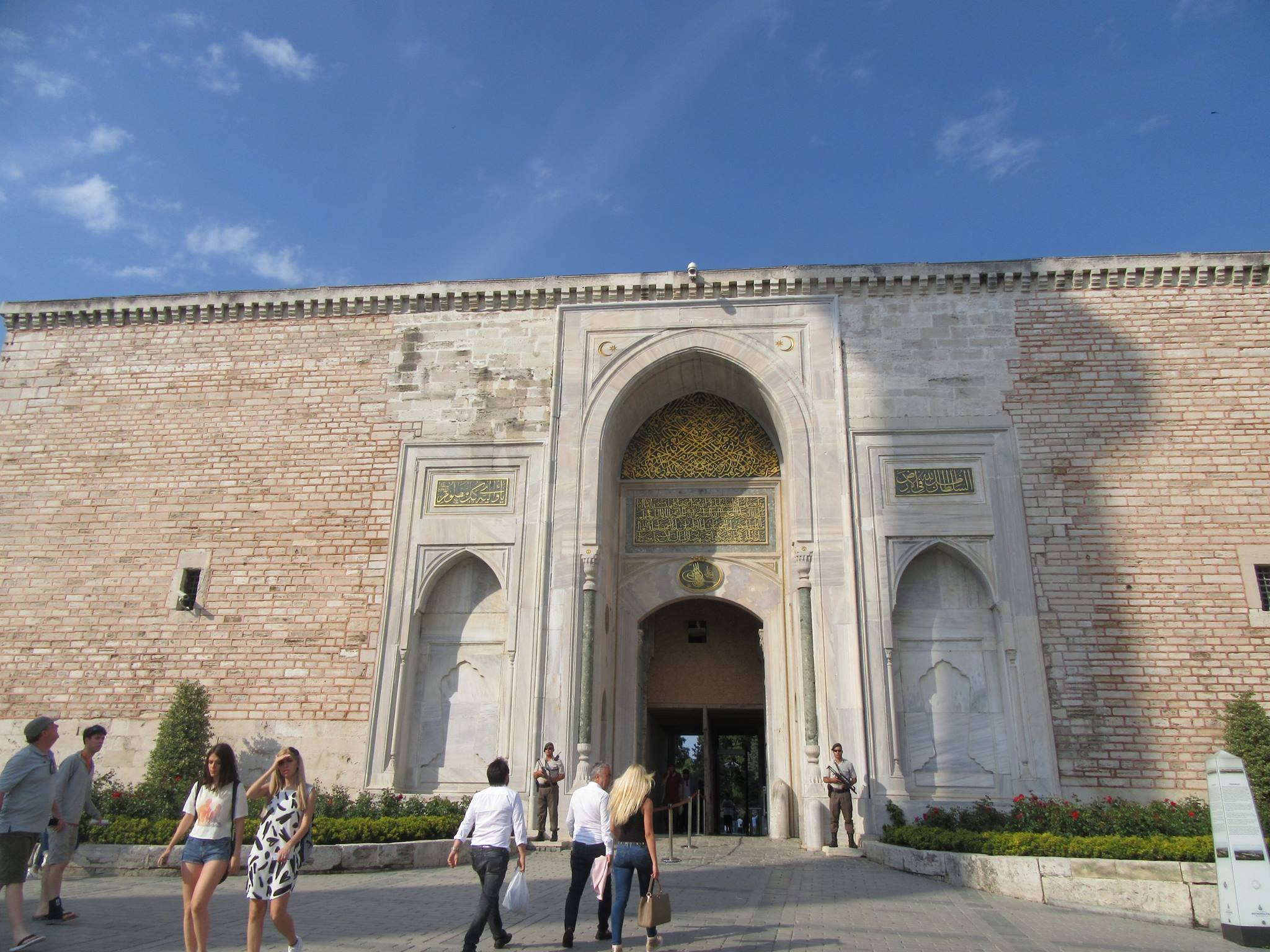
Yttre huvudporten
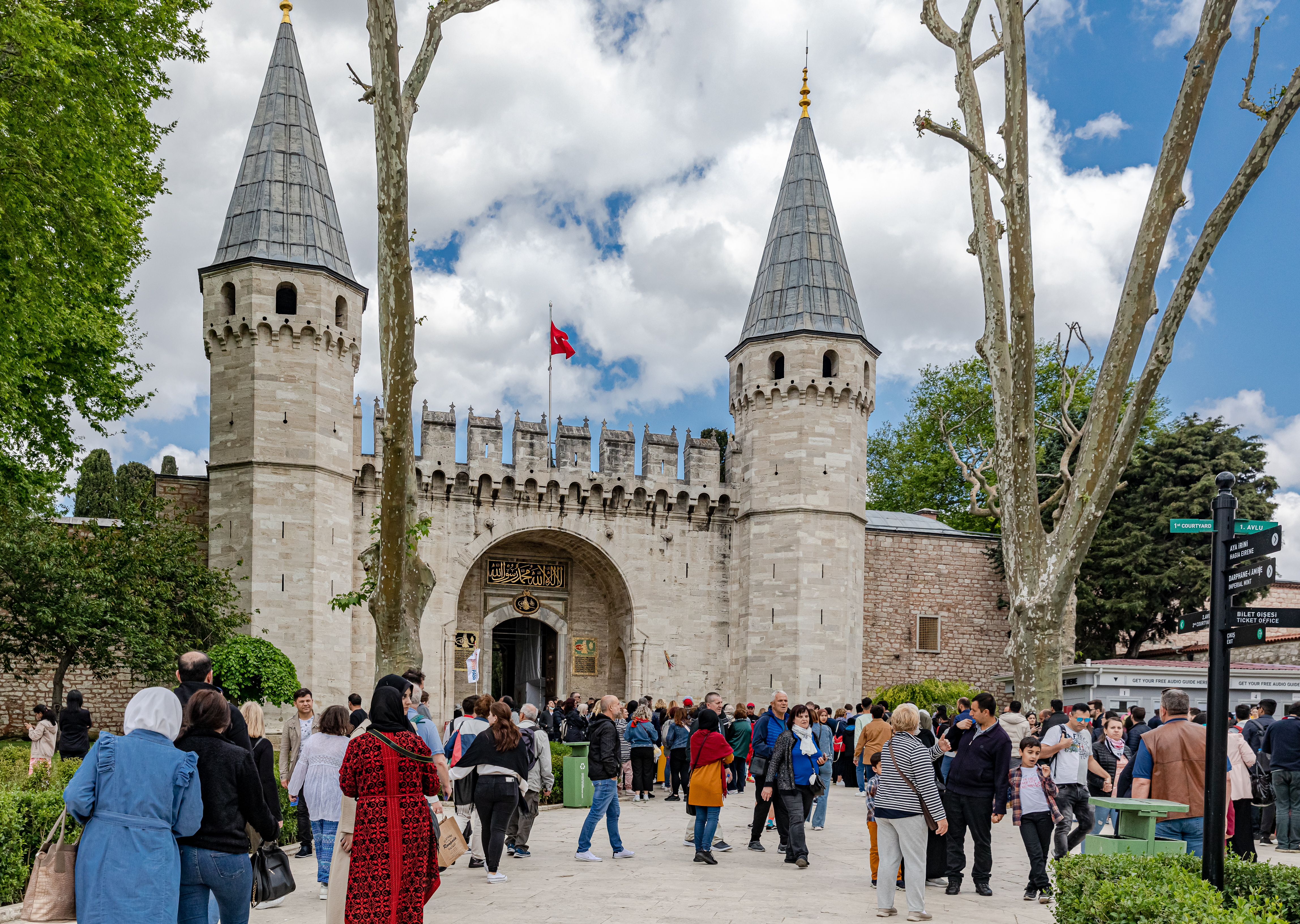
Inre porten
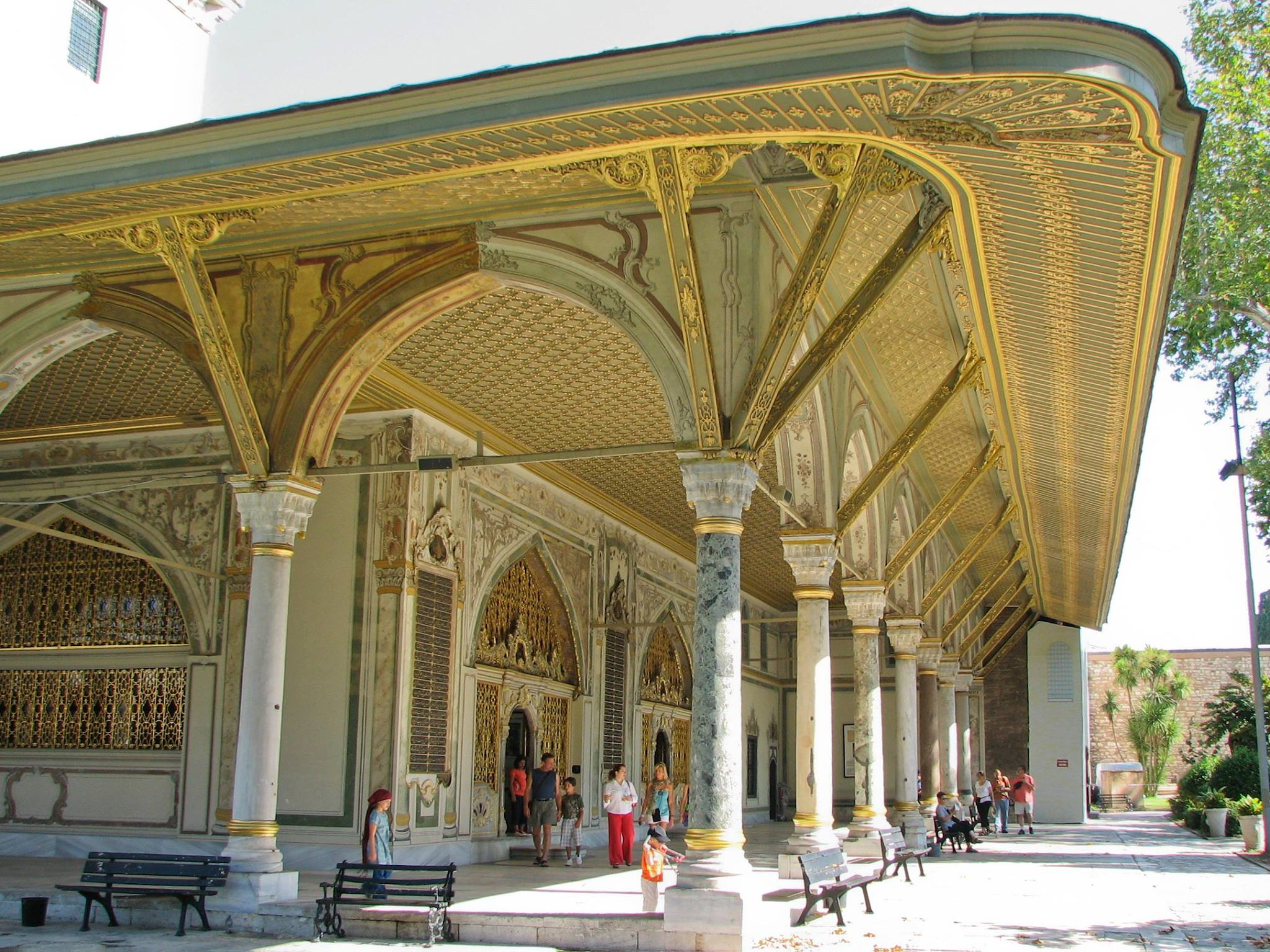
Exteriör av kejserliga rådet.
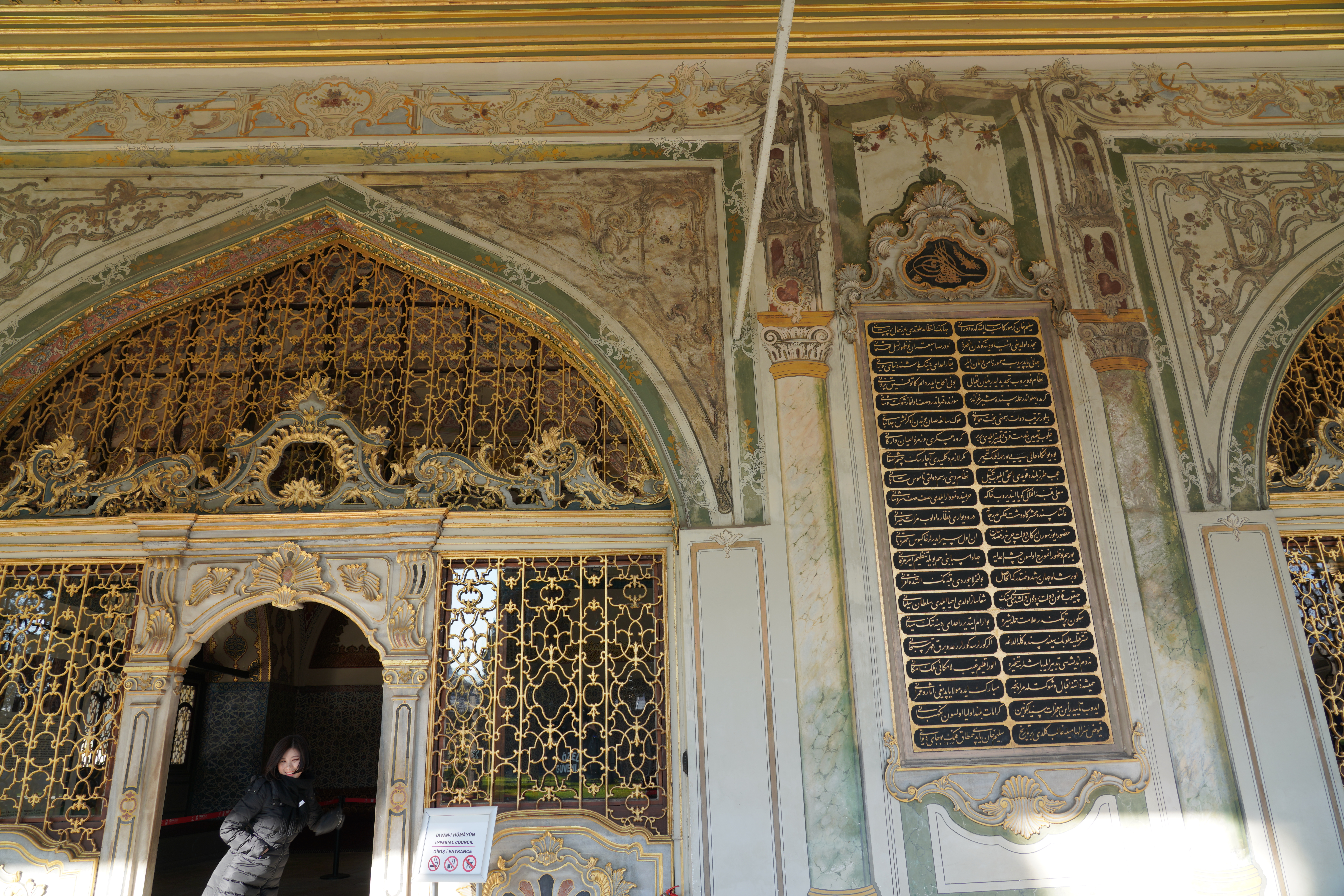
Porten till kejserliga rådet.